# میندیشوو
میندیشوو (به لاتین: Mindishevo) یک منطقهٔ مسکونی در روسیه است که در باشقیرستان واقع شده‌است.